# U.S. Chamber of Commerce Building
El edificio de la Cámara de Comercio de EE. UU. es un edificio histórico de estilo Beaux Arts ubicado en 1615 H St., NW., en Washington D. C. Fue construido para la Cámara de Comercio de Estados Unidos y sigue siendo su sede.

## Historia
Fue diseñado por Cass Gilbert y construido en 1925. Fue incluido en el Registro Nacional de Lugares Históricos en 1992, por su arquitectura. 
Ocupa un terreno que anteriormente había sido la residencia de Daniel Webster.